# مارک پروتوسویچ
مارک پروتوسویچ (انگلیسی: Mark Protosevich؛ زادهٔ ۲۴ اوت ۱۹۶۱) یک فیلم‌نامه‌نویس اهل ایالات متحده آمریکا است. وی از سال ۲۰۰۰ میلادی تاکنون مشغول فعالیت بوده‌است.
وی نویسنده فیلم‌هایی همچون سلول، من افسانه‌ام و ثور بوده‌است.